# Горішня Бешовиця
Горішня Бешови́ця (болг. Горна Бешовица) — село у Врачанській області Болгарії. Входить до складу общини Мездра.

## Населення
За даними перепису населення 2011 року у селі проживали 185 осіб.
Національний склад населення села:
| Національність   | Кількість осіб | Відсоток |
| ---------------- | -------------- | -------- |
| болгари          | 176            | 96,2%    |
| цигани           | 7              | 3,8%     |
| турки            | 0              | 0%       |
| інша             | 0              | 0%       |
| не визначились   | 0              | 0%       |
| Всього відповіли | 183            |          |

Розподіл населення за віком у 2011 році:
Динаміка населення: